# 하치조어
하치조어(일본어: 八丈語) 또는 하치조 방언(일본어: 八丈方言)은 일본 도쿄도 이즈 제도에 속한 지역 및 다이토 제도에서 쓰이는 일본어의 방언이다. 하치조어라는 용어는 일본어의 다른 방언들과 상호이해성이 부족하므로, 개별 언어로 간주하기 위해 부여한 명칭이다.
하치조어는 8세기의 《만요슈》의 기록처럼, 고대 동일본어 특성을 유지하고 있으며, 규슈 방언과 류큐어와도 역시 어휘의 유사성을 지닌다. 일본 내륙의 일본어와는 의사 소통이 원활하지 않으며, 2009년에 유네스코로부터 소멸위기언어로 지정되었다.

## 배경
하치조섬과 북부열도 사이에는 쿠로시오 해류가 흘러서 오래전부터 해양 교통의 난점이 있었기 때문에 본토와의 교류가 적었고, 그래서 본토의 다른 방언과는 현저한 방언차가 있다. 만요슈에 기록된 상대 동국 방언의 특징이 많이 남아있으며, 또한 '～ず'의 고어인 'にす'으로부터 거슬러 올라가는 부정형, 연용형 종지용법 등 상대 이전의 문법 요소도 보존되어 있다.

## 문법
하치조 방언은 무생물과 생물을 구분하여 'ある'와 'いる' 동사를 따로 사용하는 일본어와는 달리 모든 대상에 'ある'를 사용한다고 알려져 있다.
본토 방언에서 거의 소실된 동사와 형용사의 종지형과 연체형 사이의 구분이 있다. 특히 연체형은 만요슈에 기록된 것과 같이 '行こ時', '高け山'라고 한다. 동사의 종지형은 '書く'처럼 ウ단, 연체형은 '書こ'처럼 オ단이지만, 단언할 때는 '書く'와 같은 형태는 자주 사용되지 않고 '書こわ'의 형태가 사용된다. 형용사에서는 종지형은 'たかきゃ'처럼 '-きゃ', 연체형은 'たかけ'처럼 '-け'이다.
동사의 부정에는 'かきんなか'(書かない)처럼 연용형에 'んなか'를 붙인다. 또한 과거 표현에 'かから'(書いた), 'たかからら'(高かった), '静かだらら'(静かだった) 등의 형태가 있는데, 고어에서 완료를 뜻하는 'り'에서 유래하였다고 보인다.
추측에는 '書くのーわ'처럼 'のー' 등을 사용하고, 취락에 따라 'のー', 'のう', 'ぬー', 'なう' 등을 사용한다. 이것은 상대 도고쿠 방언에서 추측을 뜻하였던 'なむ・なも'의 흔적이라고 여겨진다.。

## 어휘
하치조 방언은 일본의 다른 지역에서는 사라진 어휘들을 보존하고 있다. 예를 들어 기절하다(気絶する)라는 뜻의 'まぐれる' 등이 있다. 몇몇 어휘는 일본어와 음은 같으나 뜻이 다른 경우도 있다.

## 분파
- 하치조어
  - 스에요시어
  - 나카노고어
  - 가시타테어
  - 오카고어
  - 미네어
- 아오가시마어

## 같이 보기
- 오가사와라 방언

## 참고 문헌
- 츠즈쿠 츠네오(都竹通年雄, 쓰즈쿠 쓰네오), 〈文法概説〉(문법개설), 《講座方言学 1 方言概説》(강좌방언학1 방언개설), 도쿄: 고쿠쇼간코카이(国書刊行会), 1986년
- 오오시마 이치로(大島一郎, 오시마 이치로), 〈伊豆諸島の方言〉(이즈 제도의 방언), 《講座方言学 5 関東地方の方言》(강좌방언학5 간토지방의 방언), 도쿄: 고구쿄간코카이(国書刊行会), 1984년